# Zgrada na Štaliji u Sinju
Zgrada u gradiću Sinju, na predjelu Štaliji, adresa Bazana, predstavlja zaštićeno kulturno dobro.

## Opis dobra
Datira iz 18. stoljeća. Zgrada je smještena na predjelu Štalija u Sinju. Izgrađena je na mjestu nekadašnje bazane, odnosno lazareta. Kamena građevina, tlocrta izduženog pravokutnika s dvorištem, visine prizemlje +1. kat, građena od pravilnih klesanaca (dijelom od kamena muljike-bočno pročelje) s jednostavnim razdjelnim vijencem. Krov je četveroslivan, pokriven recentnim pokrovom, prozori i vrata uokvireni su kamenim pragovima s vidljivim ravnim nadvojem-rasteretnim lukom od pune opeke. U sredini uzdužnog JI pročelja ulaz je u građevinu. Zgrada ima ambijentalnu vrijednost, ali joj povijest prostora na kojem se nalazi, kao i simbolika i poveznice s karakterističnim elementima ovog kraja (konji-konjanici-konjica-hrvatska konjica (Cavalleria croata, Croati a cavallo)-strielci na konju, Jahači Strelci -sinjska Alka) tu vrijednost bitno uvećava.

## Zaštita
Pod oznakom Z-5599 zavedena je pod vrstom "nepokretno kulturno dobro - pojedinačno", pravna statusa zaštićena kulturnog dobra, klasificirano kao "javne građevine".